# Alfa Romeo 164 Proteo
L'Alfa Romeo 164 Proteo è una concept car realizzata dall'Alfa Romeo nel 1991 in unico esemplare, custodito presso il Museo Alfa Romeo di Arese.

## Il progetto "Protéo"
Il prototipo "164 Proteo" venne ideato da Walter de Silva, al tempo responsabile del Centro Stile Alfa Romeo, allo scopo di realizzare una vettura che creasse un nuovo segmento del mercato automobilistico, rappresentato dalla tipologia Coupé-Cabriolet.
La denominazione "Proteo", mutuata dall'omonima divinità della mitologia greca, fu scelta per sottolineare la possibilità di trasformare a piacimento la forma della carrozzeria.
Nel marzo 1991, dopo 18 mesi dall'inizio della fase progettuale, la "164 Proteo" venne presentata al Salone di Ginevra quale "vettura laboratorio coupé-spider", dichiarando che non doveva essere considerata una semplice dream car, ma un modello di possibile produzione in serie, il cui inizio era prevedibile nell'arco di un triennio.
La definizione di "vettura-laboratorio" fu particolarmente calzante già dall'inizio, non solo per gli aspetti innovativi e per le raffinatezze tecniche da sperimentare, ma anche rappresentando il primo prototipo che il Gruppo FIAT progettò completamente con strumenti informatici, velocizzando le fasi progettuale e prototipale, oltre a contemporaneamente generare i dati utili alla successiva realizzazione degli impianti produttivi.
Tuttavia, nonostante l'interesse mostrato dalla stampa specializzata e dal pubblico, le previsioni non furono rispettate. Giunto all'ultimo stadio evolutivo e ormai pronto per l'industrializzazione, il prototipo fu accantonato dalla dirigenza del Gruppo FIAT, in quanto la sua produzione non fu ritenuta remunerativa.

## Il prototipo
La strutturazione della "Proteo" partì dalla piattaforma denominata Tipo 4 - già utilizzata per il modello "164" - il cui passo venne accorciato di 20 cm allo scopo di aumentarne la rigidità strutturale, ponendola nelle condizioni di sopportare le maggiori sollecitazioni dovute all'indebolimento della scocca per l'assenza del padiglione e all'incrementata potenza del nuovo motore 3.0 V6 24v portato a 260 CV.
A tale propulsore, appena uscito dalla fase sperimentale, venne affiancata la trasmissione "Viscomatic" che regola la trazione integrale. Si tratta di un originale sistema a giunto viscoso in grado di variare la coppia trasmessa, modificando la quantità di fluido siliconico, che agisce su un differenziale ripartitore epicicloidale inserito tra i due assali. La variazione di pressione è determinata da un pistone che manda o aspira il fluido, comandato da una centralina elettronica che riceve segnali da una serie di sensori, sulla base dei quali elabora la giusta pressione in funzione della velocità, del raggio di sterzata, dell'accelerazione, della frenata e del regime di rotazione del motore e degli assali.
L'effetto pratico del sistema è quello di ripartire la trazione prevalentemente sulle ruote anteriori in condizioni normali, ma in caso di brusca accelerazione o perdita di aderenza, la trazione viene distribuita sulle quattro ruote. Il caso di frenata, invece, le ruote dei due assi sono rese indipendenti al fine di non contrastare l'azione dell'ABS.
Altra raffinatezza tecnica è l'adozione delle quattro ruote sterzanti: quelle anteriori azionate in modo tradizionale dal pilota e quelle posteriori che si attivano proporzionalmente alla velocità, fino a raggiungere il 5% dell'angolo di sterzata anteriore.
Naturalmente l'innovazione più vistosa del prototipo consisteva nel padiglione scomponibile con tetto e lunotto in materiale trasparente che possono essere automaticamente rimossi e alloggiati nel bagagliaio, tramite l'intervento di servomotori elettrici, trasformando la vettura da coupé in spider, semplicemente premendo un pulsante all'interno dell'abitacolo. Fortemente avveniristici per l'epoca erano anche i sei piccoli fari poliellisoidali in linea, equamente suddivisi dal tradizionale scudo di marca, che caratterizzano il frontale.

## Retaggi
Nonostante la rinuncia alla fase produttiva, il prototipo funse da esempio ed esperienza per altre realizzazioni. Il sistema di trazione venne utilizzato per equipaggiare la "164 Q4".